# Hockey Club Asiago 2008-2009
Questa pagina contiene i dati relativi alla stagione hockeystica 2008-2009 della società di hockey su ghiaccio HC Asiago.

## Campionato
- Piazzamento: 5º posto in serie A1.

## Roster

### Portieri
| Numero |                   | Giocatore          |
| ------ | ----------------- | ------------------ |
| 30     | Canada (bandiera) | Daniel Bellissimo  |
| 31     | Italia (bandiera) | Gianfilippo Pavone |
| 1      | Italia (bandiera) | Alessandro Tura    |

### Difensori
| Numero |                        | Giocatore          |
| ------ | ---------------------- | ------------------ |
| 3      | Italia (bandiera)      | Vittorio Basso     |
| 4      | Finlandia (bandiera)   | Mika Lehtinen      |
| 44     | Canada (bandiera)      | Nick Plastino      |
| 24     | Italia - Canada        | Trevor Johnson     |
| 60     | Italia (bandiera)      | Marco Rossi        |
| 51     | Italia (bandiera)      | Enrico Miglioranzi |
| 19     | Stati Uniti (bandiera) | Matt De Marchi     |

### Attaccanti
| Numero |                        | Giocatore             | Variazioni                             | Numero |                   | Giocatore      |
| ------ | ---------------------- | --------------------- | -------------------------------------- | ------ | ----------------- | -------------- |
| 8      | Italia - Canada        | John Parco            |                                        |        |                   |                |
| 9      | Italia (bandiera)      | Nicola Tessari        |                                        |        |                   |                |
| 14     | Italia (bandiera)      | Matteo Tessari        |                                        |        |                   |                |
| ?      | Stati Uniti (bandiera) | Damian Surma          | ceduto in prestito all'H.C. Valpellice |        |                   |                |
| 11     | Italia (bandiera)      | Mirko Presti          |                                        |        |                   |                |
| ?      | Canada (bandiera)      | Ryan Menei            | sostituito a Dicembre con              | 91     | Canada (bandiera) | Luciano Aquino |
| 13     | Canada (bandiera)      | Daniel Pegoraro       |                                        |        |                   |                |
| 7      | Italia - Stati Uniti   | Anthony Tuzzolino     |                                        |        |                   |                |
| 42     | Italia (bandiera)      | Gianluca Strazzabosco |                                        |        |                   |                |
| 55     | Italia (bandiera)      | Federico Benetti      |                                        |        |                   |                |
| 77     | Italia (bandiera)      | Andrea Rodeghiero     |                                        |        |                   |                |
| 78     | Italia (bandiera)      | Filippo Busa          |                                        |        |                   |                |
| 10     | Canada (bandiera)      | Dave Borrelli         |                                        |        |                   |                |

### Allenatore
James Camazzola